# توراوا (استان پومرانی غربی)
توروو، استان پومرانیان غربی (به لاتین: Turowo, West Pomeranian Voivodeship) یک منطقهٔ مسکونی در لهستان است که در Gmina Szczecinek واقع شده‌است.

## خصوصیات
توروو ۹۵۰ نفر جمعیت دارد.